# Bupalus espagnolus
Bupalus espagnolus là một loài bướm đêm trong họ Geometridae.